# サンテリ・レヴァス

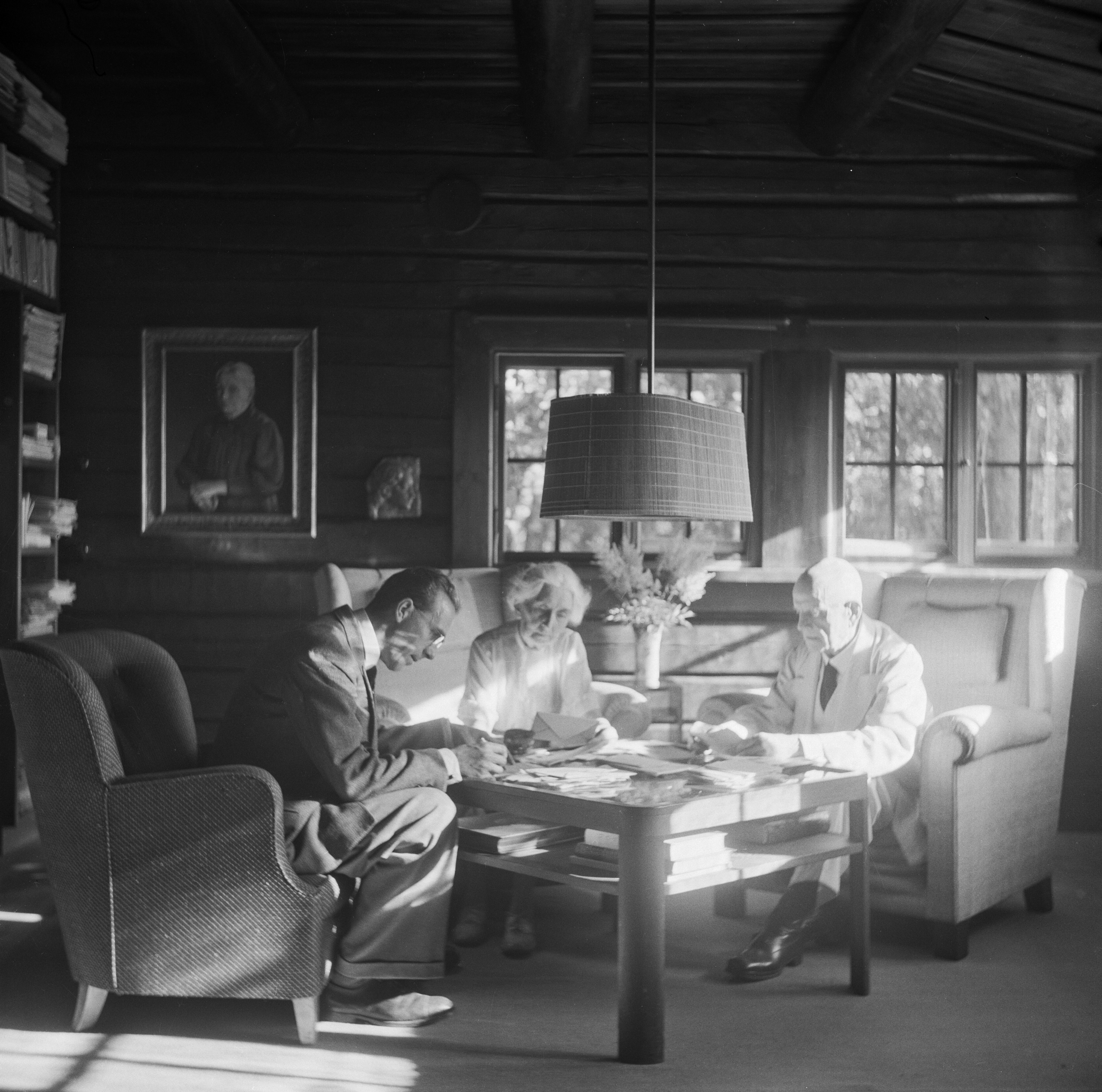
サンテリ・レヴァス（左）、アイノとジャン・シベリウス。1940年代、アイノラでその日の書簡を調べている。レヴァス撮影。

ベンノ・アレクサンデル・"サンテリ"・レヴァス（Benno Alexander "Santeri" Levas 1899年2月8日 - 1987年3月10日）は、フィンランドの著作家、写真家。作曲家のジャン・シベリウスに関する著作により最もよく知られている。

## 生涯
1899年にフィンランド大公国、ヘルシンキに生を受ける。父はニコライ・レーマン、母はヘルッタ（Hertta 旧姓ピースパネン Piispanen）であった。Kansallis-Osake-Pankkiで1923年から1962年にかけて通信員、部門マネージャーとしてキャリアを積む傍ら、1920年代半ばからはじめは筆名を用いてフィクション、ノンフィクションを発表し始めた。また1936年に修士号を取得して公認翻訳家となっている。
レヴァスは1928年からシベリウスが没する1957年までの間、長期のシベリウスの私設秘書を務めた。話し合いによりレヴァスは主人の伝記の材料を書き留めるとこができることになり、これは他では得難いものであったが、書籍としての出版はシベリウスの死後に限るということで合意がなされた。
しかし、レヴァスは1945年にシベリウスの住まいであったヤルヴェンパーに位置するアイノラの写真集を出版する。フィンランド語とスウェーデン語の両方で別々の版が刊行された。第2集となる「シベリウスと彼の家」は1955年から4つの言語版で提供されている。
レヴァスの代表作は1957年から1960年にかけてフィンランド語で出版された全2巻からなるシベリウスの伝記である。要約版の形で英語に翻訳され、「Sibelius: A Personal Portrait」として1972年に出版されている。彼は他にもクララとロベルト・シューマンの伝記を著しており、戦後のドイツ、オーストリアの生活を観察して綴った複数の旅行記なども出版している。
1940年代と1950年代にはフィンランド写真協会の会長を務めた。さらに写真美術国際連盟の名誉会員、並びに英国王立写真協会の準会員でもあった。彼の写真と文章はスウェーデン、ドイツ、オーストリア、スイスで出版された。
ヘルシンキにて88歳で没した。

## 著作
- Syntymähoroskooppi: Astrologian alkeiskirja (Horoskoopin lukeminen). Mystica, Helsinki 1925 (as Benno A. Lehmann).
- Näkymätön käskijä ja muita kertomuksia. WSOY 1928 (as Benno A. Piispanen).
- Jean Sibelius ja hänen Ainolansa. Otava 1945.
- Jean Sibelius och hans hem. Schildt 1945.
- Kameran taidetta. Edited by Santeri Levas and Arvi Hanste. Kameraseura & WSOY 1946.
- Helsinki: valoa ja varjoa. Edited by Arvi Hanste, Santeri Levas and Veli Molander. WSOY 1950.
- Suuren säveltäjän rakkaus: Robert ja Clara Schumannin elämäntarina. WSOY 1952.
- Jättiläisten jäljissä: Autolla Itävallassa ja muuallakin. WSOY 1955.
- Jean Sibelius ja hänen Ainolansa – Jean Sibelius och hans hem – Jean Sibelius and His Home – Jean Sibelius und sein Heim. (2nd edition.) Otava 1955.
- Nuori Sibelius: Jean Sibelius, muistelma suuresta ihmisestä: ensimmäinen osa. WSOY 1957.
- Järvenpään mestari: Jean Sibelius, muistelma suuresta ihmisestä: toinen osa. WSOY 1960.
- Kultaisen saaren kevät: Kirja Mallorcasta ja sen rakastavaisista. WSOY 1963.
- Ihmisiä Itämeren aurinkosaarella: Tarua ja totta Gotlannista. WSOY 1966.
- Romanttinen reitti halki Saksan: Autolla Itämereltä Baijerin alpeille.  WSOY 1971.
- Jean Sibelius. Tõlkinud L. Sarv ja L. Viiding. Eesti Raamat 1971.
- Sibelius: A Personal Portrait. Translated by Percy M. Young. J. M. Dent 1972.
- Jean Sibelius: Muistelma suuresta ihmisestä.  WSOY 1986. (Combined edition.)